# Donji Vrbljani
Donji Vrbljani (cyr. Доњи Врбљани) – wieś w Bośni i Hercegowinie, w Republice Serbskiej, w gminie Ribnik. W 2013 roku liczyła 385 mieszkańców.